# (480001) 2014 KW77
(480001) 2014 KW77 es un asteroide perteneciente al cinturón de asteroides, descubierto el 13 de diciembre de 2006 por el Mount Lemmon Survey desde el Observatorio del Monte Lemmon, Arizona (Estados Unidos).

## Designación y nombre
Designado provisionalmente como 2014 KW77.

## Características orbitales
2014 KW77 está situado a una distancia media de 3,1087716 ua, pudiendo alejarse un máximo de 3,333 ua y acercarse un máximo de 2,8846750 ua. Su excentricidad es de 0,072 y la inclinación orbital 17,399 grados. Emplea 2001,66 días en completar una órbita alrededor del Sol.

## Características físicas
La magnitud absoluta de este asteroide es 15,9